# Pleurochaete ecuadoriensis
Pleurochaete ecuadoriensis är en bladmossart som beskrevs av Brotherus 1921. Pleurochaete ecuadoriensis ingår i släktet Pleurochaete och familjen Pottiaceae. Inga underarter finns listade i Catalogue of Life.